# 발미 전투
발미 전투(Bataille de Valmy, Kanonade von Valmy)는 프랑스 혁명 전쟁 중 프로이센 왕국의 병력에게 계속 밀리던 프랑스 혁명 정부의 군대가 1792년 9월 20일 프랑스 동북부의 발미에서 결정적으로 승리해 전황을 역전시킨 전투였고, 자원 모집된 의용군들이 당시 유럽에서 가장 강력하다 하는 프로이센 군을 무찌른 기적적인 사건이기도 했다.

## 배경
1789년 프랑스 대혁명 발발 후 1791년 6월 루이 16세 일가가 프랑스 탈출을 시도했던 바렌느 도주가 실패로 돌아가자, 친척관계에 있는 부르봉 왕가의 안위와 복권을 염려한 오스트리아 제국이 주도하여 프로이센과 동맹을 맺고 1791년 8월 《필니츠 선언》을 통해 프랑스 혁명 정부를 외교적으로 압박하였다. 그러나 이 위협은 프랑스 혁명 세력의 반발을 가져왔고, 프랑스 혁명 정부는 오스트리아에는 1792년 4월 20일, 그리고 프로이센에는 7월 8일에 선전포고를 했다.
브라운 슈바이크 공작이 이끄는 4만 2천명의 프로이센군, 2만 9천명의 오스트리아, 6천명의 헤센 군대가 7월 19일 프랑스 국경을 넘었다. 그들은 “국왕 부부에게 위해를 가하면, 파리를 괴멸시킬 것”이라는 선언을 발표하여 프랑스 시민을 격분시켰다. 첫 전투에서 뒤무리에 장군이 이끄는 프랑스 군이 대패했고 프랑스 혁명 정부는 큰 위기에 처했다.
한편, 프랑스에서는 7월 11일 입법 의회가 “조국이 위기에 빠졌습니다!”라는 선언을 발표했고, 선언에 따라 프랑스 각지에서 의용군이 파리에 집결했다. 파리 시민과 의용군은 프랑스군의 패배의 원인이 국왕 루이 16세가 외국 군주들과 내통하는 것에 있다고 생각하고, 8월 10일 튈르리 궁전을 습격하였다. 루이 16세는 의회로 도피하였으나 의회마저 침입당하자 의회는 왕권을 중지하고 국왕 일가를 떵플 탑에 유폐했다. (→8월 10일 사건) 3국 연합군은 파죽지세로 진격을 계속했고, 8월 23일에는 롱위가, 9월 2일에는 베르됭이 함락되었고, 수도 파리를 노리는 상황이었다.
1792년 9월 19일 현재로, 켈레르만과 뒤무리에가 합류한 4만 7천명의 프랑스 병력은 당시 3만 5천명의 프로이센 군보다 수치상으로는 우위였다. 그러나 대혁명으로 유능한 장군들이 처형되고 군사들이 외국으로 도주해 프랑스군은 속수무책이었다.

## 전투 과정
그런데 농민들로 구성된 의용군이 조직되었다. 특히 남프랑스 지방의 마르세유에서는 의용군 700명이 모여 파리로 행군했는데 이때 지금의 프랑스 국가인 '라 마르세예즈'가 작곡되기도 했다.
첫 전투에서 패했던 샤를 프랑수아 뒤무리에 장군은 프랑수아 크리스토프 켈레르만 장군의 원군을 얻어 프로이센군보다 많은 4만 7천명의 사기 높은 의용군을 이끌고 발미에서 브라운슈바이크 공작의 프로이센군 3만 5천명과 대전투를 벌였다.
8시간의 전투 끝에 프랑스군은 승리해 파리로 진격하려던 브라운슈바이크 공작의 계획을 무산시켰다. 프랑스군은 300명, 프로이센군은 184명의 사상자를 냈다.

## 결과 및 영향
병력손실 상으로는 대전투는 아니었지만 계속 밀리기만 했던 프랑스 혁명 정부를 구했고 만약 이때 프로이센군이 파리를 점령했다면 프랑스 대혁명은 3년 만에 좌초되거나 진로를 바꾸었을 것이다. 발미에서의 프랑스 승리는 프랑스의 공화정(共和政) 선포와 때를 같이하고 있었다. 프랑스는 11월 유럽의 현존하는 정부들을 전복하려는 모든 인민들에게 원조를 제공하겠다는 폭탄선언을 하였고 1793년 1월에 드디어 루이 16세를 처형하였다. 이때부터 프랑스는 대외팽창에의 길을 걷게 되었다. 사보이(Savoy), 니스(Nice) 그리고 벨지움을 합방하고 영국, 네덜란드 그리고 스페인에 대하여 전쟁을 선포하였다.
이 전투에서 승리를 이끌었던 뒤무리에와 켈레르만 장군은 명성이 높아졌고 훗날 나폴레옹 휘하의 원수가 되는 미셸 네와 훗날 프랑스의 왕이 되는 루이 필리프도 이 전투에 참전했다.

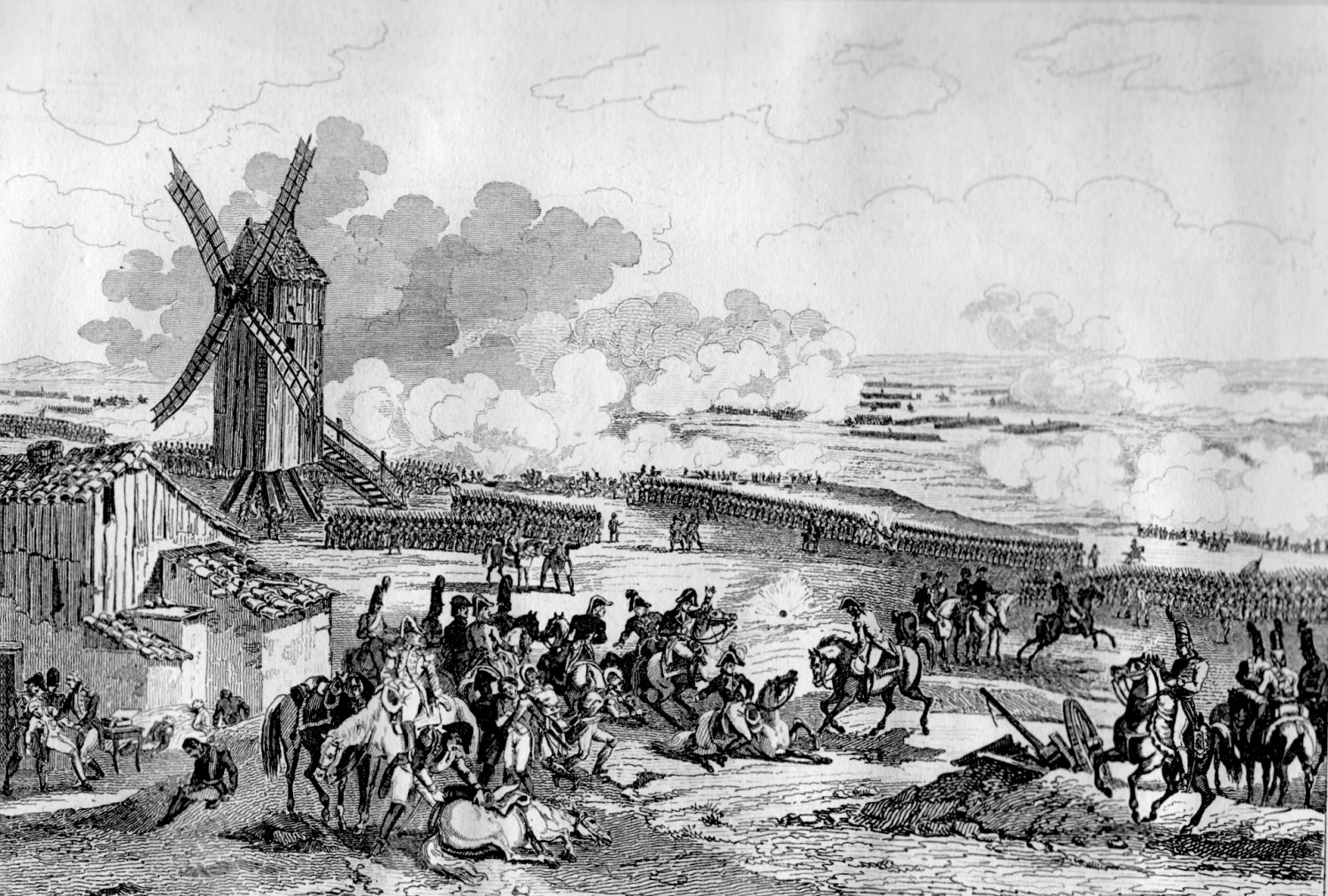
발미 전투

또한 브라운슈바이크 공작의 휘하 참모로 참전한 문호 괴테도 자신의 회고록에 다음과 같이 기꺼이 인정했다.
| “ | 1792년 9월20일을 기점으로 세계사의 새로운 시대가 열렸다. | ” |

## 참고 도서
- Arthur Chuquet, Les Guerres de la Révolution : 2. Valmy, 1887
- Campagne du Duc de Brunswick contre les Français en 1792, publiée en allemand par un officier prussien témoin oculaire et traduite en français sur la quatrième édition à Paris chez A.Cl.FORGET rue du Four-Honoré No 487 An III de la République.